# Élise Journet
Élise Journet, née vers 1806 et morte à Paris le 24 novembre 1866, est une peintre et lithographe française.

## Biographie
Selon son acte de décès, Élise Marie Thomase Journet serait née vers 1806.
Élève de Jean Gigoux (1806-1894), elle expose aux Salons parisiens, de 1833 à 1845, et en province des portraits et des sujets de genre, ainsi que des natures mortes.

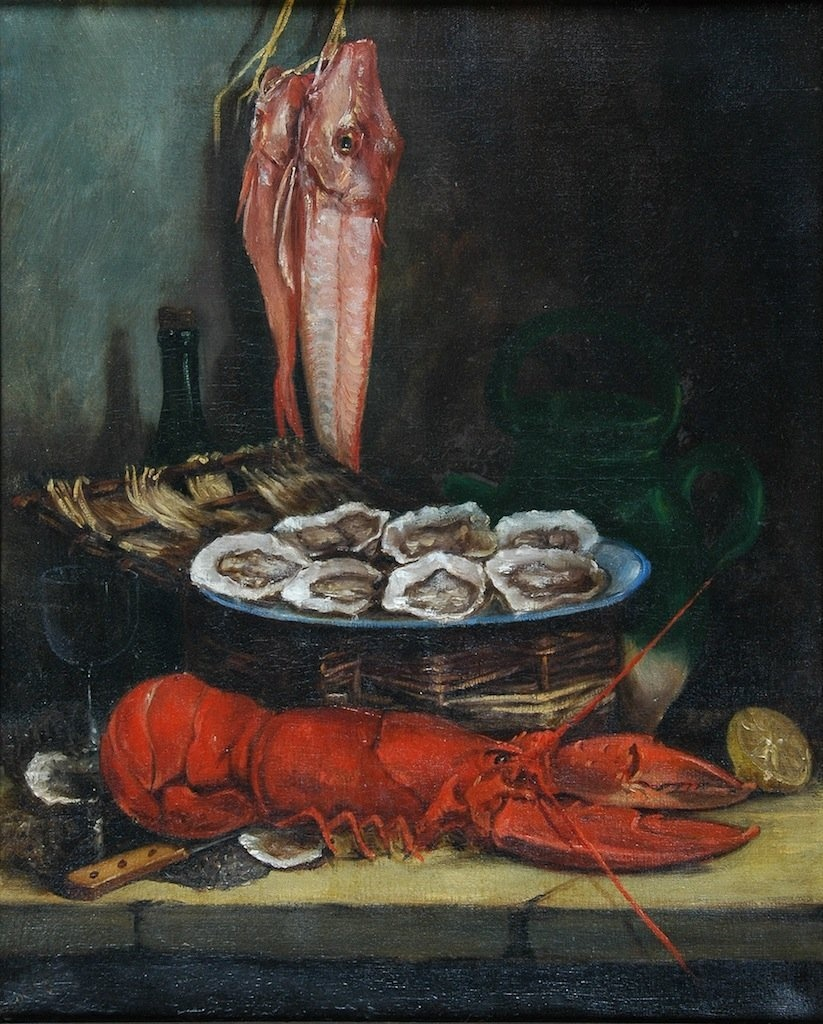
Nature morte au homard, aux huitres et au poisson, vers 1830, localisation inconnue

Au Salon de 1840, elle présente une évocation des derniers instants du peintre Eustache Lesueur qui, reproduit par la lithographie, a eu ensuite une certaine renommée.
En 1850, la ville de Meaux reçoit de l’État une Nature morte destinée à servir de récompense à un concours d'orphéons dans la cité meldoise. Dès cette année, Élise Journet commence à recevoir des indemnités de la part de l’État.
En 1856, le tribunal correctionnel de la Seine juge une affaire de fraude dont a été victime Élise Journet. Devenue aveugle et privée de ressources, elle a été expulsée de son appartement. Mais son propriétaire a décidé de faire procéder à une vente des affaires personnelles de l'artiste pour se rembourser. La Revue universelle des arts relate cette mésaventure : « Une affaire extraordinaire, pénible dans les détails et dans le fond, se déroulait, le 9 juillet, devant le tribunal correctionnel. Mademoiselle Journet, artiste peintre, occupait, rue de la Montagne-Sainte-Geneviève, un appartement du prix modique de 380 fr. Une maladie d'yeux vint interrompre son travail, et peu à peu la gêne s'introduisit chez elle; elle ne put payer son terme, et son propriétaire poursuivit la vente.... » Durant la vente, chaotique et véreuse, des objets, dont des tableaux, sont vendus en dessous de leur valeur et des bijoux disparaissent.
Une lettre datée du 14 juin 1858 de Philippe-Auguste Jeanron, directeur des Musées nationaux, confirme qu’à cette date, Élise Journet était devenue aveugle. Dans ce courrier, conservé aux Archives du château de Grignan, Jeanron — peintre lui-même — recommande son infortunée collègue à Alfred Sensier, fonctionnaire en poste au ministère de l’Intérieur, au sein de la direction des Beaux-Arts. Il est cité par mesdames Madeleine Rousseau et Marie-Martine Dubreuil[Qui ?].
Le dictionnaire artistique Bellier et Auvray indique qu'Élise Journet est décédée le 30 novembre 1866. Une certaine Marie Louise Journet, habitant à Paris, 99, rue de l’Ouest, est bien morte en son domicile à cette période, mais le 24 novembre 1866. Dans l’acte de décès, daté du 25 novembre, elle est dite âgée de 60 ans, célibataire, sans profession et sans autres renseignements connus. Le lendemain, elle est inhumée dans la fosse commune au cimetière du Montparnasse. Le registre des inhumations indique qu’elle était « invalide », indication qui correspond à sa cécité.
Sa succession est évaluée à 114 francs et 50 centimes. Aucun héritier n’est cité dans le document successoral, qui ne mentionne ni inventaire, ni vente après décès.

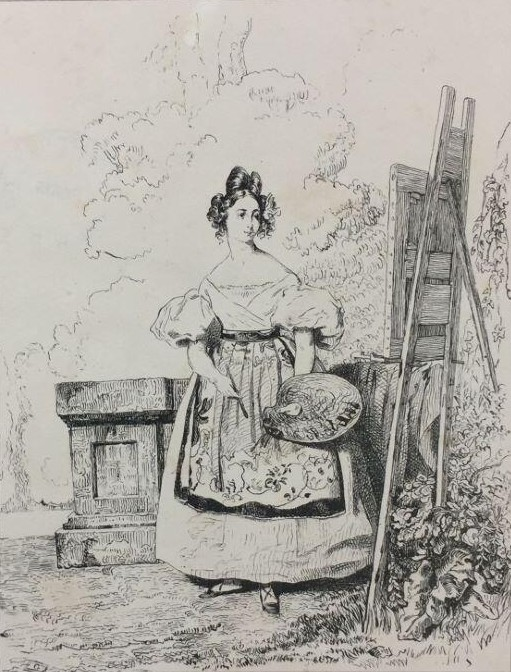
Jean Gigoux, Portrait no 1062 (Salon de 1833), lithographie, in L'Artiste, 1833, tome I

## Portraits
On connaît les traits d'Élise Journet notamment grâce à deux œuvres de Jean Gigoux, son maître : un portrait peint vers 1830, Portrait de mademoiselle Élisa Journet (huile sur toile, 0,32 par 0,25), conservé au musée des Beaux-Arts de Quimper, qui l'a reçu par le biais d'un legs du comte de Silguy en 1864 ; une lithographie parue dans la revue L'Artiste, reproduisant le tableau intitulé Portrait de femme peignant un paysage d'après nature, présenté par Jean Gigoux au Salon de 1833 et montrant Élise Journet en pied, avec palette et chevalet.
On sait par ailleurs que le sculpteur romantique Jehan Du Seigneur a modelé un médaillon représentant Élise Journet. Il le note ainsi dans son « Journal » : « 1830. Septembre. — Le médaillon d’Élise Journet, le 15 septembre ».

## Musées et institutions publiques
- Centre national des arts plastiques, Faisan et Perdrix, 1848, huile sur toile 0,54 x 0,65[12].
- Quimper, musée des Beaux-arts, 
  - Joos van Craesbeeck chez Adriaen Brouwer ou Le Peintre et son modèle, 1845, huile sur toile, 64,8 × 53,8 cm[13];
  - Vase de fleurs, non daté, huile sur toile, 67,3 × 51,7 cm[14].
- Brest, musée des Beaux-arts, Une nature morte aux objets de laboratoire.

## Tableau exposé au Salon de 1845
Le livret du salon de 1845, explique le sujet :
(Descamps, La Vie des peintres flamands, tome II).
Un tableau du même sujet par Ferdinand de Braekeleer est conservé à Bruxelles aux Musées royaux des Beaux-Arts de Belgique.